# Lega di difesa dei Goyim
La Lega di Difesa dei Goyim (Goyim Defense League o GDL, dall'acronimo inglese) è un gruppo di odio neonazista e antisemita americano e una rete di teorie del complotto di individui attivi sui siti web dei social media e che gestiscono una piattaforma video sharing chiamata GoyimTV. La GDL esegue anche rilasci di cartelloni e volantinaggio di quartieri per molestare gli ebrei. La GDL è emersa nel 2018 ed è guidata dal provocatore antisemita Jon Minadeo II. La GDL è attualmente tracciata dal Southern Poverty Law Center come un gruppo di odio.
La GDL si oppone a Israele e ha celebrato il
massacro del 7 ottobre 2023. Ha anche partecipato a numerosi raduni pro-palestinesi per promuovere la sua propaganda.

## Nome
"Goyim" è una parola yiddish ed ebraica a volte dispregiativa per riferirsi ai non ebrei. Il logo di GDL è una parodia del logo dell'ADL.

## Descrizione
BuzzFeed News ha descritto la GDL come un gruppo di supremazia bianca. La GDL è stata elencata dal Middle East Media Research Institute in un rapporto speciale di marzo 2019 come gruppo impegnato in "Incitamento online contro gli ebrei".

## GoyimTV

Logo di GoyimTV

La GDL gestisce un sito web chiamato GoyimTV. Minadeo aveva lanciato la piattaforma con l'aiuto di Dominic Di Giorgio di Port St. Lucie, Florida. È usato per condividere video, trasmettere in diretta e attirare sostenitori del gruppo.
Nel 2020, GoyimTV è stato rimosso dal suo provider online dopo un’ondata di reclami. A fine ottobre 2022, il sito è stato nuovamente chiuso dopo che il suo provider di domini vi aveva imposto un blocco. Minadeo affermò che ciò fosse dovuto dalla pressione degli ebrei. A fine gennaio 2023, il sito era di nuovo online.